# Ñumí
Ñumí è un centro abitato del Paraguay, situato nel Dipartimento di Guairá. Forma  uno dei 17 distretti in cui è diviso il dipartimento.

## Popolazione
Al censimento del 2002 la località contava una popolazione urbana di 863 abitanti (3.346 nel distretto).